# Juigné-des-Moutiers
Juigné-des-Moutiers is een gemeente in het Franse departement Loire-Atlantique (regio Pays de la Loire) en telt 320 inwoners (2004). De plaats maakt deel uit van het arrondissement Châteaubriant-Ancenis.

## Geografie
De oppervlakte van Juigné-des-Moutiers bedraagt 23,9 km², de bevolkingsdichtheid is 13,4 inwoners per km².
De onderstaande kaart toont de ligging van Juigné-des-Moutiers met de belangrijkste infrastructuur en aangrenzende gemeenten.

## Demografie
Onderstaande figuur toont het verloop van het inwonertal (bron: INSEE-tellingen).